# Bengt Åström
Bengt Gunnar Åström, född 21 mars 1913 i Luleå, död 3 april 1990 i Sundsvall, var en svensk jurist. 
Efter att tagit kandidatexamen i juridik vid Stockholms högskola 1932 arbetade vid Kalix domsaga. År 1943 blev han fiskal vid Hovrätten för Övre Norrland och tingssekreterare vid Torneå domsaga. Han blev sedermera hovrättsråd och utnämndes till borgmästare i Sundsvall 1954, vilket han var fram till 1971 då ämbetet avskaffades i Sverige. Han verkade sedan som lagman vid Sundsvalls tingsrätt fram till 1980. Åström är begravd på Sköns södra kyrkogård.

## Utmärkelser
- Kommendör av Nordstjärneorden, 6 juni 1970.[5]